# Diskrete-Elemente-Methode
Der Begriff Diskrete-Elemente-Methode (engl. discrete element method, DEM) wird heutzutage für zwei numerische Berechnungsverfahren verwendet.
Die häufigste Verwendung findet die von Cundall im Jahre 1971 entwickelte numerische Berechnungsmethode, mit der die Bewegung einer großen Zahl von Teilchen berechnet werden kann. Die Methode wird manchmal auch als Distinct Element Method bezeichnet. Typischerweise erweitert die Diskrete-Elemente-Methode Molekulardynamik-Simulationen um Rotationsfreiheitsgrade. Seit ihrer Einführung hat sich ihr Einsatzgebiet ausgedehnt, wie z. B. auf die Simulation aus der Partikelverfahrenstechnik, der Geotechnik und des Maschinenbaus. Eine Weiterentwicklung des Verfahrens ist die erweiterte Diskrete-Elemente-Methode.
Auf der anderen Seite wird der Begriff DEM auch für ein Stabgittermodell verwendet. Diese Betrachtungsweise – Abbildung eines Körpers durch Stäbe – geht auf Arbeiten von E. G. Kirsch aus dem Jahr 1868 zurück und wurde zum Beispiel von Felix Klein und Karl Wieghardt Anfang des 20. Jahrhunderts weiterentwickelt. Heute wird die Stabgittermethode unter anderem zur Simulation des Materialverhaltens von Verbundwerkstoffen, insbesondere Gewebestrukturen, eingesetzt. Darüber hinaus zeigte sich, dass die DEM sich zur Lebensdauerabschätzung von metallischen und keramischen Werkstoffen eignet. DEM wird auch zur Beschreibung des Materialverhaltens in der Geomechanik angewandt.
Von der DEM zu unterscheiden ist die Finite-Elemente-Methode (FEM), ein numerisches Verfahren, das für physikalische Aufgabenstellungen, zum Beispiel bei Festkörpern, angewendet wird.
Der folgende Text beschränkt sich auf die DEM nach Cundall, da sie derzeit eine höhere Relevanz in der Forschung erfährt.

## Verfahren

### Anwendungsbereiche
Die Grundannahme des Verfahrens beruht darauf, dass die zu berechnende Materie (Physik) sich aus einzelnen, abgeschlossenen Elementen zusammensetzt. Diese Elemente können unterschiedliche Formen und Eigenschaften haben.
Anwendung findet die Methode in folgenden Bereichen: Simulation des Verhaltens von Atomen und Molekülen (siehe auch chemische Moleküldynamik), Entwicklung von Verarbeitungsmethoden für Schüttgüter in Silos, z. B. Getreide, Entwicklung von Verarbeitungsmethoden für Massenrohstoffe, z. B. Sand, Simulation von Staubentwicklung, z. B. Toner sowie Simulation von Prozessen der Geodynamik, z. B. Dynamik von Akkretionskeilen.

### Ablauf
Bei einer DEM-Simulation werden alle Teilchen in einer bestimmten Startgeometrie positioniert und mit einer Anfangsgeschwindigkeit versehen. Aus diesen Anfangsdaten und den physikalischen Gesetzen, die für die Teilchen relevant sind, werden die Kräfte ausgerechnet, die auf jedes Teilchen wirken.
Kräfte, die hier in Frage kommen, sind zum Beispiel im makroskopischen Fall: Reibungskräfte, wenn zwei Teilchen einander streifen, Rückstoßende Kräfte, wenn zwei Teilchen aufeinander treffen und dabei leicht reversibel deformiert werden, Gravitationskräfte, also die Anziehung der Teilchen aufgrund ihrer Massen (nur relevant bei astronomischen Simulationen). 
Oder auf molekularer Ebene: Coulomb-Kräfte, also die elektrostatische Anziehung oder Abstoßung der Teilchen, falls diese eine elektrische Ladung tragen, Pauli Repulsion, wenn zwei Atome nahe aneinandergeraten sowie Van-der-Waals-Kräfte.
Alle diese Kräfte werden aufsummiert und danach mit Hilfe eines numerischen Integrationsverfahren aus der Newtonschen Bewegungsgleichung die Veränderung der Teilchengeschwindigkeit und -position berechnet, die sich in einem gewissen Zeitschritt ergibt. Danach werden mit den veränderten Positionen und Geschwindigkeiten erneut die Kräfte berechnet und diese Schleife so lange wiederholt, bis der Simulationszeitraum beendet ist.

### Langreichweitige Kräfte
Wenn langreichweitige Kräfte (typischerweise Gravitationskräfte oder elektrostatische Kräfte) berücksichtigt werden, so muss grundsätzlich die Wechselwirkung von jedem Teilchen mit allen anderen Teilchen berechnet werden. Die Zahl der Interaktionen und damit auch der Rechenaufwand steigt dann quadratisch mit der Zahl der Teilchen. Bei hohen Teilchenzahlen steigt damit die Rechenzeit inakzeptabel an. Eine Möglichkeit, dies zu vermeiden, besteht darin, mehrere Teilchen, die weit entfernt vom aktuellen Teilchen liegen, zu einem Pseudoteilchen zusammenzufassen und nur eine Interaktion zwischen dem aktuellen Teilchen und dem Pseudoteilchen zu berechnen. Als Beispiel kann die Interaktion zwischen einem Stern und einer weit entfernten Galaxie dienen: Der Fehler, der entsteht, wenn alle Sterne der entfernten Galaxie zu einem einzigen Massepunkt zusammengefasst werden, ist bei normalen Anforderungen vernachlässigbar. Um zu entscheiden, welche Teilchen zu Pseudoteilchen zusammengefasst werden können, werden sogenannte Baumverfahren angewendet. Dabei werden die Teilchen in einem hierarchischen Baum, im zweidimensionalen Fall einem Quadtree, im dreidimensionalen Fall einem Octree angeordnet.
Bei Molekulardynamik-Simulationen wird dagegen der Raum, in dem die Simulation stattfinden soll, in Simulationszellen eingeteilt. Sowohl die Kräfte als auch die Teilchen werden, wenn sie über den Rand der Zelle hinausgehen, einfach auf der anderen Seite der Zelle wieder eingefügt (periodische Randbedingung). Um zu verhindern, dass ein Teilchen nun sowohl von der eigentlichen Kraft als auch von deren Spiegelbild auf der anderen Seite erfasst wird, wird diese Kraft ab der sogenannten Cutoff-Distanz (normalerweise die halbe Länge der Zelle) nicht mehr berücksichtigt. Um nun die Anzahl der beteiligten Teilchen zu erhöhen, wird einfach die Simulationszelle beliebig vervielfacht.

## Algorithmen

### Integrationsalgorithmen
Integrationsalgorithmen sind der Verlet-Algorithmus, der Velocity-Verlet-Algorithmus, das Leapfrog-Verfahren und die Prädiktor-Korrektor-Methode.

### Langreichweitige Kräfte
Hierzu zählen der Barnes-Hut-Algorithmus, die Fast-Multipole-Methode, die Ewaldsumme und die Particle-Mesh-Ewald-Methode.

## Software
- Aspherix (DCS Computing, Weiterentwicklung von LIGGGHTS)
- Chute Maven (Hustrulid Technologies Inc.)
- Altair EDEM[8] (Altair Engineering Inc.)
- ELFEN
- ESyS-Particle (Open-Source)
- eXtended Particle System (XPS)
- GROMACS
- GROMOS 96
- LAMMPS (Open-Source)
- LIGGGHTS[9] (Open-Source)
- MUSEN[10] (Open-Source)
- PASIMODO Partikelsimulationspaket
- PFC2D und 3D von ITASCA
- ROCKY DEM
- Simcenter STAR-CCM+
- SimPARTIX vom Fraunhofer IWM
- ThreeParticle (BECKER 3D GmbH)
- YADE (Open-Source)